# (1627) Ивар
(1627) Ивар (дат. Ivar) — околоземный астероид из группы Амура (II), который принадлежит к светлому спектральному классу S. Он был открыт 25 сентября 1929 года датским астрономом Эйнаром Герцшпрунгом в обсерватории Йоханнесбурга, Южная Африка и назван в честь его младшего брата.

Орбита астероида Ивар и его положение в Солнечной системе
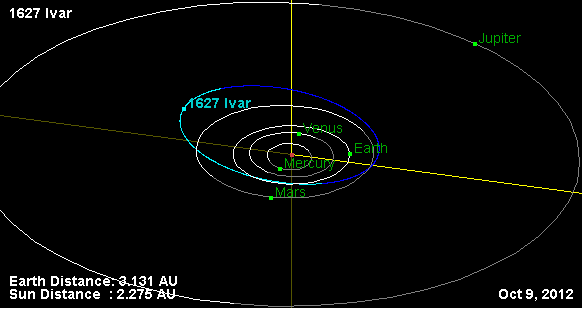
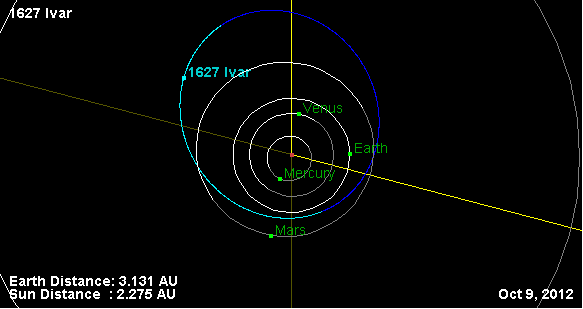

Хотя данный астероид не пересекает орбиту Земли, в течение 1900—2100 годов он будет подходить к ней достаточно близко. Особенно тесное сближение произойдёт в 2074 году, когда он пролетит мимо нашей планеты на расстоянии в 21,1 млн км (0,141 а. е.), а мимо Марса на расстоянии в 22,5 млн км (0,15 а. е.).
Астероид был исследован радиолокационным методом на обсерватории Аресибо во время его сближения с Землёй (до 0,32 а.е.) в 2013 году. Он покрыт рыхлым реголитом, имеет вытянутую форму, его размеры составляют 15,15×6,25×5,66 км (погрешность 10%), период вращения равен 4,7951689(26) часа. 